# Mai lontano da qui
Mai lontano da qui (Wish You Well) è un film per famiglie del 2013 diretto da Darnell Martin, scritto da David Baldacci (dal suo romanzo omonimo del 2001) e interpretato da Mackenzie Foy, Josh Lucas, Ellen Burstyn e JP Vanderloo.

## Trama
Nella Virginia rurale, Lou e suo fratello minore Oz sono costretti a trasferirsi nella fattoria della loro bisnonna in seguito a un tragico incidente in cui il padre è morto e la madre è rimasta in stato catatonico.
Una volta lì, Lou sogna di seguire le orme del padre come scrittrice, mentre la bisnonna, Louisa Mae, cerca di impedire a una compagnia di carbone e gas di impossessarsi della fattoria di famiglia. Il film è ambientato e girato nella contea di Giles, in Virginia, vicino al confine sud-orientale della Virginia Occidentale.